# Ștefan Procopiu
Ștefan Procopiu (n. 19 ianuarie 1890, Bârlad, Tutova, România – d. 22 august 1972, Iași, România) a fost un fizician, profesor universitar și inventator român, membru titular (din 1955) al Academiei Române.
A descoperit efectul Procopiu de depolarizare a luminii.

## Biografie
A urmat cursurile școlii primare și ale Liceului „Gh. Roșca Codreanu” (promoția 1908) din Bârlad. Licențiat al secției fizico–chimice a Facultății de Științe din Iași (1912), după care a urmat alte studii universitare la Paris.
Asistent universitar la catedra de Aplicațiile electricității la Universitatea din București. Între 1 septembrie 1917 – noiembrie 1919 a funcționat la Catedra de fizică a Liceului „Gh. Roșca Codreanu” din Bârlad (în anul școlar 1917-1918 și lunile septembrie, octombrie, noiembrie 1919). A fost clasificat primul pe țară la examenul de capacitate (1919). 
Devine șef de lucrări la catedra universitară sus-amintită (1919). Face studii de specialitate la Paris cu profesorii Gabriel Lippmann, Marie Curie, Paul Langevin, Aimè Cotton, Charles Fabry, lucrând în Laboratoire de récherches physique. Devine doctor în Științe Fizice la Sorbona (5 martie 1924) și până atunci avea publicate 30 de lucrări. 
Reia catedra sa din București, iar la 15 ianuarie 1925 este numit profesor titular la catedra de Gravitate, Căldură și Electricitate a Universității din Iași, la care a predat până la pensionarea sa (1 octombrie 1962).Aici a fondat unul dintre cele mai înzestrate laboratoare de electricitate și magnetism, unde a avut că asistenți pe unii dintre cei mai dotați studenți ai sai. 
A fost decanul Facultății de Electrotehnică a Politehnicii „Gheorghe Asachi” din Iași de la înființarea ei (decembrie 1937), până la 1 februarie 1941, când trece decan al Facultății de Științe a Universității Iași. A fost membru al Academiei Române (1955), premiat al Academiei Române (1920); Doctor honoris causa al Politehnicii din Iași (1 februarie 1967), membru al Comisiei mondiale pe anul 1970 de propuneri pentru Premiul Nobel la Fizică, membru al multor societăți științifice române și străine. 
A fost membru titular al Academiei de Științe din România începând cu 20 decembrie 1936. 
Pentru activitatea sa a fost distins cu Ordinul Muncii, Ordinul Meritul Științific și Ordinul Steaua României
Este descoperitor al magnetonului Bohr-Procopiu (1919) (alături de Bohr), dar pornind de la ipoteza cuantelor formulată de Max Planck, pe care a verificat-o măsurând momentul magnetic al celor mai simple gaze moleculare biatomice, plasate într-un câmp magnetic. Este descoperitor al Efectului Procopiu. Savantul de valoare mondială a încetat din viață în Iași la 22 august 1972, lăsând publicate 177 de lucrări științifice.

## Discipoli
- Cleopatra Mociuțchi-Tomozei

## Distincții
- Ordinul Muncii clasa a III-a (14 septembrie 1953)[6]
- titlul de „Om de Știință Emerit al Republicii Populare Romîne” (5 noiembrie 1962) „pentru activitatea îndelungată, contribuție în dezvoltarea științei și merite deosebite în dezvoltarea învățămîntului superior”[7]
- Ordinul „Meritul Științific” clasa I (26 septembrie 1966) „pentru merite deosebite în activitatea științifică, cu prilejul Centenarului Academiei Republicii Socialiste România”[8]
- Ordinul „Steaua Republicii Socialiste România” clasa I (27 februarie 1970) „pentru rezultate deosebite obținute în activitatea didactică și științifică, cu prilejul împlinirii vîrstei de 80 de ani”[9]